# Voleibol nos Jogos Olímpicos de Verão de 1992 - Masculino
O torneio masculino de voleibol nos Jogos Olímpicos de Verão de 1992 foi realizado no Palau Sant Jordi, no Palau dels Esports de Barcelona e no Pavelló de la Vall d'Hebron, Barcelona, entre 26 de julho e 9 de agosto e organizado pela Federação Internacional de Voleibol (FIVB) em conjunto com o Comitê Olímpico Internacional (COI).

## Medalhistas
O Brasil foi campeão olímpico de voleibol, derrotando os Países Baixos na final. Os Estados Unidos ganharam o bronze frente à Cuba.
|  | BRA Brasil |  | NED Países Baixos |  | USA Estados Unidos |
|  | Carlos Gouveia Maurício Lima Janelson Carvalho Douglas Chiarotti Talmo Oliveira André Ferreira Giovane Gávio Paulo Silva Tande Amauri Ribeiro Jorge Édson Marcelo Negrão |  | Edwin Benne Peter Blangé Ron Boudrie Henk-Jan Held Martin van der Horst Marko Klok Olof van der Meulen Jan Posthuma Avital Selinger Martin Teffer Ronald Zoodsma Ron Zwerver |  | Nick Becker Carlos Briceno Bob Ctvrtlik Scott Fortune Dan Greenbaum Brent Hilliard Bryan Ivie Doug Partie Bob Samuelson Eric Sato Jeff Stork Steve Timmons |

## Qualificação
| Torneio de qualificação          | Data                                 | Sede        | Vagas | Qualificados    |  |
| -------------------------------- | ------------------------------------ | ----------- | ----- | --------------- |  |
| País-sede                        | 17 de outubro de 1986                | Lausanne    | 1     | Espanha         |  |
| Jogos Olímpicos de 1988          | 17 de setembro–2 de outubro de 1988  | Seul        | 1     | Estados Unidos  |  |
| Copa do Mundo de 1989            | 17–26 de novembro de 1989            | Japão       | 1     | Cuba            |  |
| Campeonato Mundial de 1990       | 18–28 de outubro de 1990             | Brasil      | 1     | Itália          |  |
| Campeonato Africano de 1991      | Julho de 1991                        | Cairo       | 1     | Argélia         |  |
| Campeonato Asiático de 1991      | 11–16 de agosto de de 1991           | Perth       | 1     | Japão           |  |
| Campeonato Europeu de 1991       | 7–15 de setembro de 1991             | Alemanha    | 1     | União Soviética |  |
| Campeonato da NORCECA de 1991    | 25 de agosto–3 de setembro de 1991   | Regina      | 1     | Canadá          |  |
| Campeonato Sul-americano de 1991 | 14–22 de setembro de 1991            | Brasil      | 1     | Brasil          |  |
| Copa do Mundo de 1991            | 22 de novembro–1 de dezembro de 1991 | Japão       | 1     | Coreia do Sul   |  |
| Qualificatório Mundial           | 10–15 de maio de 1992                | Montpellier | 1     | França          |  |
| Qualificatório Mundial           | 10–15 de maio de 1992                | Rotterdam   | 1     | Países Baixos   |  |
| Total                            |                                      |             | 12    |                 |  |

## Composição dos grupos
| Grupo A             | Grupo B          |
| ------------------- | ---------------- |
| Espanha (País-sede) | Argélia          |
| Canadá              | Brasil           |
| França              | Cuba             |
| Itália              | Países Baixos    |
| Japão               | Coreia do Sul    |
| Estados Unidos      | Equipe Unificada |

## Fase de grupos
Na fase de grupos, as seleções jogaram entre si repartidas em dois grupos de seis equipas cada. Os quatro melhores apuraram-se para as quartas de final.
- Placar de 3–0 ou 3–1: 3 pontos para o vencedor, nenhum para o perdedor;
- Placar de 3–2: 2 pontos para o vencedor, 1 para o perdedor.

### Grupo A
|  | Equipes classificadas para as quartas de final |

|     |                |     | Jogos | Jogos | Jogos | Resultados | Resultados | Resultados | Resultados | Resultados | Resultados | Sets | Sets | Sets  | Pontos | Pontos | Pontos |
| Pos | Equipe         | Pts | T     | V     | D     | 3–0        | 3–1        | 3–2        | 2–3        | 1–3        | 0–3        | V    | P    | R     | V      | P      | R      |
| --- | -------------- | --- | ----- | ----- | ----- | ---------- | ---------- | ---------- | ---------- | ---------- | ---------- | ---- | ---- | ----- | ------ | ------ | ------ |
| 1   | Itália         | 12  | 5     | 4     | 1     | 2          | 2          | 0          | 0          | 1          | 0          | 13   | 5    | 2.600 | 253    | 192    | 1.318  |
| 2   | Estados Unidos | 10  | 5     | 4     | 1     | 1          | 1          | 2          | 0          | 1          | 0          | 13   | 8    | 1.625 | 287    | 257    | 1.117  |
| 3   | Espanha        | 7   | 5     | 3     | 2     | 0          | 0          | 3          | 1          | 0          | 1          | 11   | 12   | 0.917 | 283    | 299    | 0.946  |
| 4   | Japão          | 7   | 5     | 2     | 3     | 0          | 1          | 1          | 2          | 0          | 1          | 10   | 12   | 0.833 | 277    | 291    | 0.952  |
| 5   | Canadá         | 6   | 5     | 1     | 4     | 1          | 0          | 0          | 3          | 1          | 0          | 10   | 12   | 0.833 | 286    | 279    | 1.025  |
| 6   | França         | 3   | 5     | 1     | 4     | 0          | 0          | 1          | 1          | 1          | 2          | 6    | 14   | 0.429 | 200    | 268    | 0.746  |

Ordenamento da classificação: 1) Número de vitórias; 2) Pontos; 3) Razão de sets; 4) Razão de pontos; 5) Confronto direto.
- 26 de julho

|         |     |                |                             |  |
| Japão   | 3-1 | Estados Unidos | 8-15 15-11 15-10 17-15      |  |
| Itália  | 3-1 | França         | 9-15 15-5 15-8 15-2         |  |
| Espanha | 3-2 | Canadá         | 13-15 15-7 9-15 15-12 15-13 |  |

- 28 de julho

|                |     |         |                               |  |
| Estados Unidos | 3-2 | Canadá  | 15-12 15-12 10-15 11-15 16-14 |  |
| França         | 3-2 | Japão   | 15-8 9-15 15-11 10-15 15-9    |  |
| Itália         | 3-0 | Espanha | 16-14 15-6 15-7               |  |

- 30 de julho

|                |     |         |                              |  |
| Itália         | 3-0 | Japão   | 15-13 15-7 17-15             |  |
| Canadá         | 3-0 | França  | 15-7 15-8 15-6               |  |
| Estados Unidos | 3-2 | Espanha | 15-6 14-16 12-15 15-10 15-11 |  |

- 1 de agosto

|                |     |        |                            |  |
| Estados Unidos | 3-0 | França | 15-5 15-12 15-8            |  |
| Itália         | 3-1 | Canadá | 15-11 8-15 15-12 15-7      |  |
| Espanha        | 3-2 | Japão  | 15-8 5-15 15-17 15-7 15-13 |  |

- 3 de agosto

|                |     |        |                               |  |
| Japão          | 3-2 | Canadá | 11-15 15-17 15-11 15-13 15-10 |  |
| Espanha        | 3-2 | França | 10-15 11-15 15-9 15-9 15-12   |  |
| Estados Unidos | 3-1 | Itália | 9-15 16-14 15-11 15-13        |  |

### Grupo B
|  | Equipes classificadas para as quartas de final |

|     |                  |     | Jogos | Jogos | Jogos | Resultados | Resultados | Resultados | Resultados | Resultados | Resultados | Sets | Sets | Sets  | Pontos | Pontos | Pontos |
| Pos | Equipe           | Pts | T     | V     | D     | 3–0        | 3–1        | 3–2        | 2–3        | 1–3        | 0–3        | V    | P    | R     | V      | P      | R      |
| --- | ---------------- | --- | ----- | ----- | ----- | ---------- | ---------- | ---------- | ---------- | ---------- | ---------- | ---- | ---- | ----- | ------ | ------ | ------ |
| 1   | Brasil           | 15  | 5     | 5     | 0     | 3          | 2          | 0          | 0          | 0          | 0          | 15   | 2    | 7.500 | 248    | 165    | 1.503  |
| 2   | Cuba             | 12  | 5     | 4     | 1     | 2          | 2          | 0          | 0          | 1          | 0          | 13   | 5    | 2.600 | 231    | 180    | 1.283  |
| 3   | Equipe Unificada | 9   | 5     | 3     | 2     | 2          | 1          | 0          | 0          | 2          | 0          | 11   | 7    | 1.571 | 229    | 205    | 1.117  |
| 4   | Países Baixos    | 6   | 5     | 2     | 3     | 2          | 0          | 0          | 0          | 2          | 1          | 8    | 9    | 0.889 | 218    | 181    | 1.204  |
| 5   | Coreia do Sul    | 3   | 5     | 1     | 4     | 1          | 0          | 0          | 0          | 0          | 4          | 3    | 12   | 0.250 | 142    | 212    | 0.670  |
| 6   | Argélia          | 0   | 5     | 0     | 5     | 0          | 0          | 0          | 0          | 0          | 5          | 0    | 15   | 0,000 | 100    | 225    | 0.444  |

Ordenamento da classificação: 1) Número de vitórias; 2) Pontos; 3) Razão de sets; 4) Razão de pontos; 5) Confronto direto.
- 26 de julho

|                  |     |               |                        |  |
| Cuba             | 3-1 | Países Baixos | 15-12 17-15 6-15 15-10 |  |
| Equipe Unificada | 3-0 | Argélia       | 15-8 15-7 15-4         |  |
| Brasil           | 3-0 | Coreia do Sul | 15-13 16-14 15-7       |  |

- 28 de julho

|               |     |                  |                      |  |
| Cuba          | 3-0 | Argélia          | 15-4 15-2 15-3       |  |
| Brasil        | 3-1 | Equipe Unificada | 15-6 15-7 9-15 16-14 |  |
| Países Baixos | 3-0 | Coreia do Sul    | 15-5 15-5 15-7       |  |

- 30 de julho

|               |     |                  |                       |  |
| Coreia do Sul | 3-0 | Argélia          | 15-8 15-11 15-12      |  |
| Brasil        | 3-0 | Países Baixos    | 15-11 15-9 15-4       |  |
| Cuba          | 3-1 | Equipe Unificada | 8-15 15-10 15-12 15-5 |  |

- 1 de agosto

|                  |     |               |                      |  |
| Equipe Unificada | 3-0 | Coreia do Sul | 15-9 15-6 15-9       |  |
| Países Baixos    | 3-0 | Argélia       | 15-2 15-5 15-4       |  |
| Brasil           | 3-1 | Cuba          | 15-6 15-8 12-15 15-6 |  |

- 3 de agosto

|                  |     |               |                       |  |
| Equipe Unificada | 3-1 | Países Baixos | 8-15 15-9 17-15 15-12 |  |
| Cuba             | 3-0 | Coreia do Sul | 15-5 15-7 15-8        |  |
| Brasil           | 3-0 | Argélia       | 15-8 15-13 15-9       |  |

## Fase final
Na fase final as seleções disputaram, no máximo, mais três jogos (para as equipas que discutiram as medalhas), em formato de eliminatória.
|  | Quartas de final | Quartas de final |                |                | Semifinal           | Semifinal           |  |  | Final       | Final |
|  |                  |                  |                |                |                     |                     |  |  |             |       |
|  | 5 de agosto      |                  |                |                |                     |                     |  |  |             |       |
|  |                  |                  |                |                |                     |                     |  |  |             |       |
|  | Itália           | 2                |                |                |                     |                     |  |  |             |       |
|  | Itália           | 2                | 7 de agosto    |                |                     |                     |  |  |             |       |
|  | Países Baixos    | 3                |                |                |                     |                     |  |  |             |       |
|  | Países Baixos    | 3                | Países Baixos  | 3              |                     |                     |  |  |             |       |
|  | 5 de agosto      |                  | Países Baixos  | 3              |                     |                     |  |  |             |       |
|  |                  | Cuba             | 0              |                |                     |                     |  |  |             |       |
|  | Espanha          | Cuba             | 0              | 0              |                     |                     |  |  |             |       |
|  | Espanha          |                  | 9 de agosto    | 0              |                     |                     |  |  |             |       |
|  | Cuba             | 3                |                |                |                     |                     |  |  |             |       |
|  | Cuba             | 3                | Países Baixos  | 0              |                     |                     |  |  |             |       |
|  | 5 de agosto      |                  | Países Baixos  | 0              |                     |                     |  |  |             |       |
|  |                  | Brasil           | 3              |                |                     |                     |  |  |             |       |
|  | Estados Unidos   | Brasil           | 3              | 3              |                     |                     |  |  |             |       |
|  | Estados Unidos   | 7 de agosto      |                | 3              |                     |                     |  |  |             |       |
|  | Equipe Unificada | 1                |                |                |                     |                     |  |  |             |       |
|  | Equipe Unificada | 1                | Estados Unidos | 1              | Disputa pelo bronze | Disputa pelo bronze |  |  |             |       |
|  | 5 de agosto      |                  | Estados Unidos | 1              | Disputa pelo bronze | Disputa pelo bronze |  |  |             |       |
|  |                  | Brasil           | 3              |                |                     |                     |  |  |             |       |
|  | Japão            | Brasil           | 3              | 0              | Cuba                | 1                   |  |  |             |       |
|  | Japão            |                  |                | 0              | Cuba                | 1                   |  |  |             |       |
|  | Brasil           | 3                |                | Estados Unidos | 3                   |                     |  |  |             |       |
|  | Brasil           | 3                |                |                | 3                   |                     |  |  |             |       |
|  |                  |                  |                |                |                     |                     |  |  | 9 de agosto |       |
|  |                  |                  |                |                |                     |                     |  |  |             |       |

Quartas de final
- 5 de agosto

|                |     |                  |                            |  |
| Países Baixos  | 3-2 | Itália           | 15-9 12-15 8-15 15-2 17-16 |  |
| Cuba           | 3-0 | Espanha          | 16-14 15-9 15-6            |  |
| Brasil         | 3-0 | Japão            | 15-12 15-5 15-12           |  |
| Estados Unidos | 3-1 | Equipe Unificada | 12-15 15-10 15-4 15-11     |  |

Semifinais
- 6 de agosto - classificação 5º-8º lugar

|        |     |                  |                             |  |
| Itália | 3-0 | Espanha          | 15-4 15-12 15-4             |  |
| Japão  | 3-2 | Equipe Unificada | 15-8 9-15 15-13 12-15 17-16 |  |

- 7 de agosto

|               |     |                |                       |  |
| Países Baixos | 3-0 | Cuba           | 15-11 15-12 15-9      |  |
| Brasil        | 3-1 | Estados Unidos | 12-15 15-8 15-9 15-12 |  |

Finais
- 5 de agosto — jogo de classificação 11-12

|        |     |         |                |  |
| França | 3-0 | Argélia | 15-4 15-9 15-9 |  |

- 5 de agosto — jogo de classificação 9-10

|               |     |        |                         |  |
| Coreia do Sul | 3-1 | Canadá | 15-10 12-15 15-10 15-10 |  |

- 9 de agosto — jogo de classificação 7-8

|                  |     |         |                             |  |
| Equipe Unificada | 3-2 | Espanha | 16-14 12-15 15-8 5-15 15-12 |  |

- 9 de agosto — jogo de classificação 5-6

|        |     |       |                 |  |
| Itália | 3-0 | Japão | 15-2 15-7 15-13 |  |

- 9 de agosto — jogo de classificação 3-4

|                |     |      |                        |  |
| Estados Unidos | 3-2 | Cuba | 12-15 15-13 15-7 15-11 |  |

- 9 de agosto — Disputa pela Medalha de Ouro

| 09 de agosto de 1992 | Brasil | 3 — 0 | Países Baixos |  |
| 09 de agosto de 1992 | 15     | Set 1 | 12            |  |
| 09 de agosto de 1992 | 15     | Set 2 | 8             |  |
| 09 de agosto de 1992 | 15     | Set 3 | 5             |  |
| 09 de agosto de 1992 | Set 4  |       |               |  |
| 09 de agosto de 1992 | Set 5  |       |               |  |

| Brasil | Países Baixos |

## Classificação final
Esta foi a classificação final do torneio:
| Pos.              | Equipe           |
| ----------------- | ---------------- |
| Medalha de ouro   | Brasil           |
| Medalha de prata  | Países Baixos    |
| Medalha de bronze | Estados Unidos   |
| 4                 | Cuba             |
| 5                 | Itália           |
| 6                 | Japão            |
| 7                 | Equipe Unificada |
| 8                 | Espanha          |
| 9                 | Coreia do Sul    |
| 10                | Canadá           |
| 11                | França           |
| 12                | Argélia          |

## Melhores jogadores
Estes foram considerados os melhores jogadores do torneio:
| - Most Valuable Player (MVP) Marcelo Negrão - Melhor bloqueador Ruslan Olikhver - Melhor levantador Maurício Lima - Melhor servidor Ron Zwerver | - Melhor receptor Bob Ctvrtlik - Melhor atacante Marcelo Negrão - Melhor defensor Scott Fortune |